# 新呉服橋ビルディング
新呉服橋ビルディング（しんごふくばしビルディング）は、東京都中央区八重洲、外堀通りと永代通りの交わる呉服橋交差点の北東角に建っていた高層ビル。みずほ信託銀行（安田信託銀行）が本店を置いていた。

## 概要
敷地は従前細分化された土地であったが、この土地の地主4社が、市街地再開発を目標に共用ビルの計画を進め、地主の1社である安田信託銀行が創業50周年事業として、新本店ビルを建設することになり、1977年（昭和52年）1月、第1期としてビルが竣工、1979年（昭和54年）9月、旧本店を解体した土地の地下部分に駐車場、地上部分に緑地（公開空地）が完成し、全面竣工を迎えた。完成当時は中央区で最も高いビルであった。かつてはこの位置に北町奉行所があったと伝えられ、大正の初めには、竹久夢二の港屋絵草紙店があったという。
エレベーター、トイレなどのサービス空間をビル本体から独立させたため、1階から24階までが同じ面積の無柱空間というすっきりした形となった。外壁にはアルミ鋳物のカーテンウォールを採用。ハーフミラーのガラス窓を壁より50センチメートルほど引っ込ませたので、彫りの深い、落ち着いた感じとなった。建設にあっては特定街区の指定を受け、建物を高層化。一般に開放する空地を可能な限り広く取り、緑地の少ないオフィス街に憩いの空間をつくり、巨大なクスノキなどが植えられた。

### 再開発
日本橋川沿いのこのビルの敷地等は、東京建物をはじめとする再開発組合によって八重洲一丁目北地区市街地再開発事業が計画され、このビルは解体されるため、2021年（令和3年）11月22日、みずほ信託銀行は本店をみずほ丸の内タワーに移転した。解体は2022年11月に開始された。新たな高層ビルは2029年度に完成し、それに加えて2032年度には川のほとりに低層の施設もできる予定。

## 所有者
1998年（平成10年）3月31日、芙蓉グループによる経営危機に陥っていた安田信託の再建支援の一環で、東京建物と安田生命（現：明治安田生命）が440億円で新呉服橋ビルディングを取得した。2社は220億円ずつ負担し、土地と建物を折半で所有。安田信託はビルを賃借し引き続き本店として使用した。

## 交通
- 東京メトロ東西線他日本橋駅A1出口よりすぐ
- 東日本旅客鉄道（JR東日本）各線・東海道新幹線東京駅日本橋口より徒歩
- 首都高速都心環状線内回り呉服橋出口よりすぐ - 2021年5月10日を以って廃止。